# The Loafer
The Loafer è un cortometraggio muto del 1912 diretto e interpretato da Arthur Mackley. Il regista era sposato con l'altra interprete, l'attrice Julia Mackley.

## Produzione
Il film fu prodotto dall'Essanay Film Manufacturing Company. Venne girato a San Rafael, in California.

## Distribuzione
Distribuito dalla General Film Company, il film - un cortometraggio a una bobina - uscì nelle sale cinematografiche statunitensi il 20 gennaio 1912.